# Bár
Bár là một thị trấn thuộc hạt Baranya, Hungary. Thị trấn này có diện tích 9 km², dân số năm 2010 là 545 người, mật độ 61 người/km².